# Хмелева (Ивано-Франковская область)
Хмелева́ (укр. Хмелева) — село в Чернелицкой поселковой общине Коломыйского района Ивано-Франковской области Украины.
Население по переписи 2001 года составляло 299 человек. Занимает площадь 7,492 км². Почтовый индекс — 78112. Телефонный код — 03430.

## Географическое положение
Село Хмелева находится на правом берегу реки Днестр, на противоположном (левом) берегу имеется одноимённое село Хмелева (Тернопольская область).